# Мюлхаупт и съдружие
„Мюлха̀упт и съдружие“ е българско индустриално предприятие за производство на машини. Първото значително машиностроително предприятие в България.

## История
Основано е през 1907 г. в Русе като командитно дружество „Машинна фабрика и железолеярница Е. Мюлхаупт и съдружие“. Капиталът на дружеството възлиза на 150 000 златни лева. Командитно дружество от Евгени Мюлхаупт – монтьор, Вилхелм Беман – индустриалец, Иван Буров – банкер, Хайнрих Лангбен – търговец, Херманд Арндт – леяр. Главен командитор е акционерно дружество „Буров Д. А. и съдружие“. Първоначално е построена фабрика за машини и машинни части с 16 работници. През 1909 – 1912 г. е разширена, работниците са 120 души, а капиталът възлиза на 500 000 златни лева. Започва производство на ножове за зърномелачки и турбини през 1910 г. През 1922 г. е свикано Учредително събрание, което решава да го преобразува в Машинна фабрика Евгени Мюлхаупт и С-ие – акционерно дружество. Тя приема целия актив и пасив на бившата фирма и устава ѝ, избира управителен съвет, който е в състав: Иван Д. Буров, Евгени Мюлхаупт, Борис Петров, д-р Иларион Буров и Иван Шаранков. За прокурист е назначен Николай Стоянов. Своята дейност новосъздаденото акционерно дружество започва с 5 000 000 лв. актив, разпределени на 5000 акции. През 1924 г. персоналът възлиза на 200 души. Във фабриката се произвеждат земеделски и мелничарски машини, машинни части и сечива, водни турбини, а в началото на 1939 г. е произведена и първата вършачка.
През март 1945 г. техници от фабрика „Мюлхаупт“ отиват в помощ на селяните от русенското село Сваленик, при което ремонтират техни сечива и носят със себе си дефицитни материали. Тяхното присъствие в селото е политическа демонстрация на Българската работническа партия (комунисти) на единство между работници и селяни. През 1947 г. фабриката е национализирана, реконструирана е и са изградени нови цехове. Прераства в завод за селскостопанско машиностроене „Георги Димитров“, който се превръща в основа за механизацията на селското стопанство във времето на социализма. С развитието на новите мощности се очертава нуждата от кадри и появата през 1945 г. на специализиран университет в Русе – Висш институт по машиностроене и механизация на селското стопанство. По-късно е преобразуван в „Агромашина“ АД и приватизиран чрез масовата приватизация в средата на 1990-те години. Днес е собственост на „Спарки“ АД.
Архивът на фабриката се съхранява във фонд 41К в Държавен архив – Русе. Той се състои от 235 архивни единици от периода 1914 – 1949 г.